# 共和連盟
共和連盟（リトアニア語: Respublikonų lyga、略称: RL）は、リトアニアの政党。現在、活動停止中。

## 歴史
2002年7月、リトアニア・ポーランド人人民党（リトアニア語: Lietuvos lenkų liaudies partija、ポーランド語: Polska Partia Ludowa）として結党された。
2002年12月22日、リトアニア・ポーランド人人民党は地方議会選挙に参加し、ポーランド人の多く住む、シャルチニンカイ、ヴィリニュス地区、ヴィリニュス市の3自治体で立候補者を立てた。しかし結果はヴィリニュス地区議会で1議席を獲得したのみであった。
2004年の国会議員選挙ではヴィリニュス市およびヴィリニュス地区の小選挙区で9人の候補者を立てた。結果はすべて敗北に終わった。
2010年1月30日、共和連盟に改称した。